# École supérieure des techniques aéronautiques et de construction automobile
La École supérieure des techniques aéronautiques et de construction automobile (ESTACA) es una escuela de ingeniería francesa creada en 1925.
La ESTACA es una escuela privada que forma a ingenieros especializados en los ámbitos del transporte. Además de sus actividades de formación, la escuela realiza también investigación aplicada en los sectores de la aeronáutica, la automoción, el espacio, el transporte guiado y la marina.
Situada en Montigny-le-Bretonneux y Laval, la escuela está reconocida por el Estado. El 25 de septiembre de 2012 se incorporó al Groupe ISAE.

## Graduados famosos
- Frédéric Vasseur, un ingeniero y gerente de automovilismo francés